# گریت آکسندون
گریت آکسندون (به انگلیسی: Great Oxendon) یک روستا و محله مدنی در بریتانیا است که در Daventry واقع شده‌است. گریت آکسندون ۳۳۱ نفر جمعیت دارد.